# Private Wings
Private Wings Flugcharter GmbH è una compagnia aerea charter tedesca, con sede sull'aeroporto Schönefeld di Berlino, essenzialmente dedicata a voli personalizzati e charter privati. Fu costituita il 10 gennaio 1991 ed iniziò le attività poco dopo, il 1° febbraio, con bireattori Cessna "Citation" e poi Beechcraft 1900.
Successivamente furono aggiunti i più capienti Dornier 328JET di cui l'azienda dispone attualmente oltre una decina di esemplari.

## Flotta
La flotta Private Wings risulta composta come segue:

## Incidenti
Il 19 febbraio 1996, un Cessna Citation II (immatricolazione D-CASH) in volo da Berlino a Salisburgo si schiantò vicino alla città tedesca di Freilassing, causando la morte dei 2 piloti e degli 8 passeggeri a bordo.